# 369 v. Chr.
Portal Geschichte | Portal Biografien | Aktuelle Ereignisse | Jahreskalender | Tagesartikel

◄ |
5. Jahrhundert v. Chr. |
4. Jahrhundert v. Chr. |
3. Jahrhundert v. Chr. |
►

◄ | 380er v. Chr. | 370er v. Chr. | 360er v. Chr. | 350er v. Chr. |
340er v. Chr. |
►

◄◄ | ◄ | 372 v. Chr. | 371 v. Chr. | 370 v. Chr. | 369 v. Chr. |
368 v. Chr. |
367 v. Chr. |
366 v. Chr. |
► |
►►

## Ereignisse
- Quintus Servilius Fidenas, Aulus Cornelius Cossus, Quintus Quinctius Cincinnatus, Gaius Veturius Crassus Cicurinus, Marcus Cornelius Maluginensis und Marcus Fabius Ambustus werden römische Militärtribunen.
- Nachdem Messenien im Südwesten des Peloponnes nicht mehr unter der Kontrolle Spartas steht, lädt der thebanische Feldherr Epaminondas die vor den Spartanern geflüchteten Messenier ein, in ihre Heimat zurückzukehren und diese neu zu besiedeln. Er gründet die Stadt Messene als ihr Zentrum.

## Gestorben
- Polyphron, Tyrann von Pherai
- Theaitetos, griechischer Mathematiker (* um 415 v. Chr.)